# Carl Montag
Carl Montag (* 23. März 1880 in Winterthur; † 28. Juli 1956 in Meudon), auch Charles Montag, war ein Schweizer Maler und Kunstvermittler. Er lebte ab 1903 überwiegend in Frankreich und nahm später auch die französische Staatsbürgerschaft an. Sein Werk besteht hauptsächlich aus Landschaftsansichten und Stillleben. Stilistisch orientierte sich Montag zunächst an den Künstlern der Münchner Schule, arbeitete danach im Stil der Impressionisten und fand später seine Vorbilder bei den Fauves. Seine Kontakte mit Künstlern und Galeristen in Paris nutzte er als Kunstvermittler beim Ankauf von Kunstwerken durch Schweizer Sammler und Museen. Dem Schweizer Publikum brachte er als Organisator zahlreicher bedeutender Ausstellungen namhafte Künstler der Moderne nahe. Umstritten ist seine Tätigkeit während des Zweiten Weltkrieges, als er eine aktive Rolle beim Verkauf von Bildern aus jüdischem Besitz spielte. Bekannt wurde er zudem als Mallehrer des späteren britischen Premierministers Winston Churchill.

## Leben

### Jugend, Ausbildung und Tätigkeit als Maler
Carl Montag kam 1880 als Sohn des aus Isny im Allgäu stammenden Teigwarenfabrikanten Sigmund Montag und seiner in Winterthur geborenen Ehefrau Alwine Caroline, gebürtige Geilinger, zur Welt. Montag wuchs in Winterthur auf und besuchte dort die Schule.
Anschliessend folgte von 1896 bis 1900 die Ausbildung zum Zeichenlehrer am Winterthurer Technikum, die er mit dem Diplom abschloss. Von 1900 bis 1902 lebte er in München, um bei Heinrich Knirr und Angelo Jank Malerei zu studieren. Zu seinen Mitschülern gehörte der gleich alte Maler Paul Klee. Montags bildnerische Arbeiten dieser frühen Jahre orientierten sich an den Werken der Münchner Schule. Neben Einflüssen des Realismus finden sich in seinen Bildern der Münchner Zeit auch stilisierte Jugendstilelemente. Eine erste Ausstellung seiner Werke fand 1902 im Zürcher Hotel Metropol statt.
Auf Anraten des Schweizer Malers Rudolf Koller übersiedelte Montag 1903 nach Paris, wo er zusammen mit dem Dichter Hans Reinhart, einem ehemaligen Mitschüler aus Winterthur, eine Wohnung in der Rue de la Santé bezog. Die in den ersten Pariser Jahren geschaffenen Landschaftsgemälde stehen in Motivwahl und Farbauftrag unter dem Einfluss von Cuno Amiet und Giovanni Giacometti. Montag fand zunächst seine Motive in der Pariser Umgebung und bei Besuchen in der Schweiz und dem benachbarten Süddeutschland, wo einige Bilder am Bodensee entstanden.
Über den Zahnarzt und Kunstsammler George Viau lernte er den Bildhauer Auguste Rodin und mehrere Maler des Impressionismus wie Claude Monet, Camille Pissarro und Pierre-Auguste Renoir kennen. Zudem traf er bedeutende Kunsthändler wie Paul Durand-Ruel und Kunstsammler wie Henri Rouart, über den er wiederum Edgar Degas kennenlernte. Von 1905 bis 1910 besuchte er auf Anraten von Monet wiederholt die Bretagne und malte einige Motive mit Meereslandschaften. Ab 1905 stellte er seine Arbeiten in der Société des Artistes Indépendants aus, ab 1907 zudem im Salon d’Automne. Zu dieser Zeit traf er sich regelmässig mit einer Gruppe von Künstlern, zu denen neben dem in Paris lebenden Schweizer Félix Vallotton und die französischen Maler Pierre Bonnard und Albert Marquet auch Henri Matisse gehörte, der Montag bei seinen späteren Stillleben beeinflusste. Zu seinen engsten Künstlerfreunden zählten Henri Manguin und Henri Lebasque. Gemeinsam mit Manguin besuchte Montag ab 1911 wiederholt die französische Mittelmeerküste. Seine dort entstandenen Bilder stehen deutlich unter dem Einfluss der Fauves und zeigen gelegentlich eine Verwandtschaft zu Bildern von Paul Cézanne.
Mehrfach stellte Montag seine Bilder in der Schweiz aus. So zeigte er seine Arbeiten 1905 im Zürcher Zunfthaus zur Meisen, 1906 in der Kunsthalle Basel und 1907 im Kunstmuseum St. Gallen. In Paris hatte er 1914 eine Einzelausstellung in der Galerie Druet in der Rue Royale. 1918 beendete Montag seine Malerei weitestgehend, um sich als Kunsthändler, Kunstvermittler und Ausstellungsorganisator zu betätigen. Im selben Jahr heiratete er Charlotte Elise Mandron (1887–1925), die zuvor Pierre Bonnard Modell stand. Ab 1922 lebten sie mit der 1919 geborenen Tochter Claire in Meudon bei Paris.

### Der Kunstvermittler
Um 1905 begann Montag seine Tätigkeit als Kunstvermittler zwischen Händlern, Galeristen und Sammlern. Er stellte Kontakte zwischen Kunsthändlern in Paris und den Zürcher Galerien Wolfsberg und Neupert her und beriet Sammler wie Sidney Brown aus Baden, Hans Mettler (1876–1945)  aus St. Gallen, Willy Russ-Suchard aus Neuchâtel, Emil Staub-Terlinden aus Männedorf und in geringerem Umfang die Winterthurer Sammler Richard Bühler, Arthur und Hedy Hahnloser-Bühler, Georg und Oskar Reinhart.
Durch seine Vermittlung kamen so erstmals in grösserem Umfang Werke des französischen Impressionismus und der nachfolgenden Kunstströmungen in Schweizer Sammlungen. Im steten schriftlichen Austausch informierte er die Interessenten in der Schweiz über aktuelle Angebote in Paris und vermittelte darüber hinaus direkte Kontakte zwischen Sammlern und Künstlern. Durch seine Vermittlerprovisionen verfügte Montag über genügend finanzielle Mittel, um eine eigene Kunstsammlung aufzubauen, zu der Werke von Paul Cézanne, Pierre-Auguste Renoir, Pierre Bonnard und Félix Vallotton gehörten.

### Der Ausstellungsorganisator
Das wachsende öffentliche Interesse an moderner Malerei aus Frankreich weckte bei Museen ein immer stärkeres Interesse, diese Kunst auszustellen. Nachdem bereits 1906 in Basel und 1908 in Zürich solche Ausstellungen zu sehen waren, kam Montag durch seine engen und zahlreichen Kontakte zu Künstlern, Sammlern und Galerien zu seinem neuen Betätigungsfeld als Ausstellungsorganisator. Insbesondere das Kunsthaus Zürich verpflichtete ihn von 1913 bis 1949 wiederholt mit dieser Aufgabe. Nachdem er dort 1913 in der Ausstellung Französische Kunst vor allem durch Leihgaben Schweizer Sammler dem breiten Publikum einen Überblick über die Kunstentwicklung in Frankreich geben konnte, folgte im selben Jahr in Stuttgart die Ausstellung Französische Bilder aus der Schweiz mit gleicher Aufgabenstellung. Solche Überblicksschauen organisierte er in der Folgezeit auch in Winterthur, Basel und Genf. Zum Ende des Ersten Weltkrieges war Montag Mitarbeiter des französischen Kunstkritikers René-Jean, der zu dieser Zeit als Kulturattaché an der Botschaft in Bern wirkte. Das französische Aussenministerium beauftragte Montag 1917 mit der Ausstellung Französische Kunst des XIX. und XX. Jahrhunderts im Kunsthaus Zürich, um die neutrale Schweizer Bevölkerung für französische Kunst und Kultur zu interessieren.
Schon bald folgten auch monografische Ausstellungen zu Odilon Redon, Juan Gris, Fernand Léger, Pierre Bonnard und Édouard Vuillard. Besonderer Höhepunkt in dieser Reihe war 1932 die erste in einem Museum gezeigte Retrospektive mit Werken von Pablo Picasso im Kunsthaus Zürich. Darüber hinaus widmete sich Montag in den von ihm organisierten Ausstellungen, aber auch Künstlern des 19. Jahrhunderts wie Eugène Delacroix, Camille Corot und Gustave Courbet und zeigte 1938 mit einer Gemäldeausstellung von Le Corbusier zudem einen zeitgenössischen Schweizer Künstler. Durch den Zürcher Stadtpräsidenten Emil Klöti wurde er am 27. November 1937 zum Commissaire délégué des Beaux-Arts de la ville de Zurich auprès de la France (Delegierter Kommissar der schönen Künste der Stadt Zürich in Frankreich) ernannt.
Ausser in der Schweiz trat er als Ausstellungsorganisator ebenso in Frankreich in Erscheinung. So organisierte er 1938 in Paris die Ausstellung Peinture française du XIXe siècle dans les collections privées suisses (mit französischen Meisterwerken des 19. Jahrhunderts aus Schweizer Besitz), 1939 gefolgt von einer Paul-Cézanne-Ausstellung in Lyon. Nachdem er im selben Jahr bereits Meisterwerke des Musée Fabre in Bern gezeigt hatte, folgte am Museumssitz in Montpellier 1940 eine Ausstellung mit Zeichnungen und Aquarellen des 18. bis 20. Jahrhunderts.

### Tätigkeit im Zweiten Weltkrieg
Carl Montag verblieb auch während des Zweiten Weltkrieges überwiegend in Frankreich. Seine bisherigen Kunden in der Schweiz übten in dieser Zeit in Bezug auf Kunstankäufe grosse Zurückhaltung. Unrühmlich war seine Rolle bei der Arisierung der Pariser Galerien Wildenstein und Bernheim-Jeune. Deren arischer Verwalter Édouard Gras beauftragte Montag im Februar 1941 als Experte das Bilderlager der Galerie Bernheim-Jeune zu schätzen und bei dessen weiterer Verwertung zu helfen. Unklar ist, ob er sich bei diesen Aktionen persönlich bereichert hat. Nachgewiesen ist seine Vermittlungstätigkeit von Kunstwerken der Galerie Wildenstein, die im Zweiten Weltkrieg nach ihrem arischen Geschäftsführer Roger Dequoy unter der Bezeichnung Roger Dequoy & Cie firmierte. So erwarb der Schweizer Sammler Emil Georg Bührle im September 1941 fünf Bilder von Deqouy und in das Kunsthaus Zürich gelangten 1943 zwei Gemälde von Pierre-Auguste Renoir, jeweils durch Vermittlung von Carl Montag. Der Verdacht gegen Montag, er habe als Berater oder Händler für Adolf Hitler gearbeitet, konnte jedoch anhand der im Koblenzer Bundesarchiv befindlichen Unterlagen im Zusammenhang mit dem Sonderauftrag Linz nicht belegt werden.

### Freundschaft mit Winston Churchill
Durch die Malerin Madge Oliver (1875–1924) lernte Montag im Kriegsjahr 1915 den britischen Politiker Winston Churchill kennen, dem er fortan als Mallehrer diente. Zwischen den beiden Männern entwickelte sich eine Jahrzehnte andauernde Freundschaft und beide besuchten gemeinsam Museen und Ausstellungen. Zudem war Churchill wiederholt zu Gast in Montags Haus in Meudon. Montag verhalf dem unter dem Pseudonym Charles Morin malenden Churchill 1921 zu einer Ausstellung in der Pariser Galerie Druet. Als Montag nach dem Zweiten Weltkrieg kurzfristig durch Douglas Cooper als einer von Hitlers mutmasslichen Händlern für Raubkunst verhaftet wurde, war es nach Coopers Ansicht angeblich Churchill, der diese Verhaftung wieder aufheben liess und dafür sorgte, dass Montag für seine Aktivitäten während des Krieges nie belangt wurde. 1946 gehörte Montag zu den Mitorganisatoren von Churchills Besuch in Zürich, bei dem er seine geschichtsträchtige Rede von einem Vereinten Europa hielt. Churchills Freundschaft mit Montag dauerte bis zu dessen Tod.

### Letzte Lebensjahre
Bereits kurz nach dem Zweiten Weltkrieg beteiligte sich Montag wieder an der Organisation von Ausstellungen. Diese fanden meist im Kunsthaus Zürich statt, wo er sich weiterhin für moderne Malerei aus Frankreich einsetzte. Nachdem er in Paris bereits 1945 wieder eine Ausstellung organisiert hatte, zeigte er 1948 im dortigen Musée de l’Orangerie eine Schau der Schweizer Künstler Jean-Étienne Liotard und Johann Heinrich Füssli. 1956 starb Montag in Meudon. 1956 starb Montag in Meudon, seine letzte Ruhestätte fand er auf dem Friedhof Rosenberg in seiner Heimatstadt Winterthur. Seine Werke befinden sich beispielsweise im Kunstmuseum Winterthur und im Museum Langmatt in Baden.

### Ehrungen
Für seine Verdienste als Ambassadeur de l’art français (Botschafter der französischen Künste) erhielt Montag 1920 durch Georges Clemenceau persönlich die Ernennung zum Chevalier de la Légion d’honneur (Ritter der Ehrenlegion). 1939 folgte die Ernennung zum Officier de la Légion d’honneur (Offizier der Ehrenlegion).

## Von Carl Montag organisierte Ausstellungen (Auswahl)
- 1913 Zürich, Kunsthaus: Französische Kunst
- 1913 Stuttgart, Kunstgebäude: Französische Bilder aus der Schweiz
- 1916 Winterthur, Kunstmuseum: Französische Malerei
- 1917 Basel, Kunsthalle: Französische Malerei
- 1917 Zürich, Kunsthaus: Französische Kunst des XIX. und XX. Jahrhunderts
- 1918 Genf, Musée d’art et d’histoire: Exposition d'art français
- 1919 Zürich, Kunsthaus: Französische Meister der Barbizon-Schule
- 1919 Winterthur, Kunstmuseum: Odilon Redon
- 1919 Basel, Kunsthalle: Odilon Redon
- 1932 Zürich Kunsthaus: Bonnard-Vuillard
- 1932 Zürich Kunsthaus: Picasso
- 1933 Zürich Kunsthaus: Juan Gris
- 1933 Zürich Kunsthaus: Fernand Léger
- 1934 Bern, Kunsthalle: Französische Meister des 19. Jahrhunderts
- 1934 Zürich, Kunsthaus: Camille Corot
- 1936 Zürich, Kunsthaus: Gustave Courbet
- 1937 Zürich, Kunsthaus: Von David bis Millet
- 1937 Zürich, Kunsthaus: Les maîtres populaires de la réalité
- 1938 Zürich, Kunsthaus: Le Corbusier
- 1938 Paris, La Gazette des Beaux-Arts: Peinture française du XIXe siècle dans les collections privées suisses
- 1939 Zürich, Kunsthaus: Félix Vallotton
- 1939 Zürich, Kunsthaus: Eugène Delacroix
- 1939 Lyon, Musée des Beaux-Arts: Cézanne
- 1939 Bern, Kunsthalle: Picasso - Braque - Gris - Léger - Bores - Beaudin - Vines
- 1939 Bern, Kunsthalle: Meisterwerke des Museums in Montpellier
- 1940 Zürich, Kunsthaus: Schenkung Lucien Vollard
- 1940 Montpellier, Musée Fabre: Exposition de dessins et d'aquarelles du XVIIIe et XXe siècle
- 1945 Paris, Galerie des Beaux-Arts: Exposition vente au bénéfice des petits enfants sinistrés de Londres
- 1946 Zürich, Kunsthaus: Braque - Kandisky - Picasso
- 1947 Zürich, Kunsthaus: Petit Palais, Musée de la Ville de Paris
- 1948 Zürich, Kunsthaus: Georges Rouault
- 1948 Paris, Musée de l’Orangerie: Liotard et Fussli
- 1948 Zürich, Kunsthaus: Albert Marquet
- 1949 Zürich, Kunsthaus: Pierre Bonnard